# Mound (Minnesota)
Mound é uma cidade localizada no estado americano do Minnesota, no Condado de Hennepin.

## Demografia
Segundo o censo americano de 2000, a sua população era de 9435 habitantes.
Em 2006, foi estimada uma população de 9408, um decréscimo de 27 (-0.3%).

## Geografia
De acordo com o United States Census Bureau tem uma área de 12,7 km², dos quais 7,6 km² cobertos por terra e 5,1 km² cobertos por água. Mound localiza-se a aproximadamente 289 m acima do nível do mar.

## Localidades na vizinhança
O diagrama seguinte representa as localidades num raio de 8 km ao redor de Mound.